# Varuna (río)
El río Varuna (en hindi: वरुणा, "Varuṇā", [ˈʋʌrʊɳa]) o Barna (en hindi: बरना, "Barnā", [ˈbʌrna]) es un afluente menor del río Ganges, en el estado indio de Uttar Pradesh. Se llama así en honor del dios Varuna.
El Varuna surge en las coordenadas 25°27′N 82°18′E / 25.450, 82.300, a 15 km del nordeste de Handia en el distrito de Prayagraj y serpentea hacia el este hasta confluir con el Ganges en 25°19′46″N 83°02′40″E / 25.32944, 83.04444 en la ciudad de Benarés (Varanasi).
El nombre de Varanasi, ciudad santa para los hindúes, se interpreta que se deriva de dos de los afluentes del Ganges, el Varuna y el Así, entre los que se sitúa la ciudad. Bajo el nombre de Varuṇā o Varaṇā se le menciona en los Puranas. Dice la leyenda que Varuna sería la rodilla derecha de Visnú y Así la izquierda.